# 高昌國官制
高昌國職官制度，傳世文獻記載非常少，僅二十四史中的《高昌傳》略有記述。王廷內，置中郎，傳宣王令。置令尹—人，「比中夏相國」（《周書·高昌傳》），可能兼理高昌郡事，相當於丞們兼京兆尹。令尹之下，分為吏、祠、庫、倉、主客、禮、民、兵八部。（孟憲實、宣紅《試譙麴氏高昌中央諸曹職掌》認為是吏、庫、倉、主客、民、兵、祀、屯田、都官9部，當時稱「曹」。）每部置長史一人為正官，司馬一人為副官。八部下，置侍郎、校書郎、主簿、從事等官吏，「階位相次，分掌諸事」；此外還置「省事」，專門負責「導引」。
地方行政方面，高昌國和中原一样，也實行郡縣制。隨著20世紀新疆出土大量吐魯番文書，據黃文弼考証，其大城有五，當即五郡，即高昌、田地、交河、蒲昌和天山城。經錢伯泉研究，麴氏高昌有都城一高昌城。郡城3：交河、田地、南平。縣城14：橫截、永昌、無半、始昌、安樂、安昌、永安、洿林、高寧、寧戎、威神、臨川、酒泉、龍泉城。鎮戍4：東鎮城、篤進、鹽城、柳婆城。合計22城。（錢伯泉《高昌國郡縣城鎮的建置及其地望考實》）王素認為有3府、5郡、22縣。（王素《麴氏王國末期三府五郡二十二縣考》），侯燦認為，麴氏高昌地方行政分郡、縣、城三級，有郡4、縣13、城9，不包括王都高昌城，合計為26。（侯燦《麴氏高昌王國郡縣考述》）鄭炳林認為高昌的地方行政劃分為王國、府、郡、縣四級，城都是縣。唐滅高昌時有3府、5郡、27縣。（鄭炳林《高昌王國行政地理區劃初探》）
《周書·高昌傳》記載「諸城各有戶曹、水曹、田曹」，每城由國主派遣司馬、侍郎相監檢校，名為「城令」。